# Lijst van bisschoppen van Ieper
Het bisdom Ieper werd opgericht op 12 mei 1559, in het kader van de kerkelijke hervorming onder koning Filips II van Spanje. Het hield weer op te bestaan als gevolg van het Concordaat van 15 juli 1801. Hieronder volgt de lijst van bisschoppen van het bisdom Ieper.
- 1561-1583: Martinus Riethovius (Martinus Balduinius Rythovius), werd van 1577 tot 1581 door calvinisten te Gent gevangen gehouden en keerde niet naar zijn bisdom terug; hij overleed te Sint-Omaars
- 1584-1605: Pieter Simons
- 1605-1607: sedisvacatie
- 1607-1610: Carolus Maes (Carolus Masius), werd bisschop van Gent in 1610
- 1610-1613: Johannes de Visschere (Johannes Visscherius)
- 1613-1626: Antonius de Haynin
- 1627-1634: Georgius Chamberlain
- 1635-1638: Cornelius Jansen (Cornelius Jansenius), wiens postume boek over Augustinus de basis was van het jansenisme
- 1641-1646: Judocus Bouckaert
- 1647: Ludovicus de Croy, overleden nog vóór zijn installatie
- 1647: Wilhelmus ab Angelis, benoemd door aartshertog Leopold, maar zonder gevolg
- 1647: Marius Ambrosius Capello, benoemd door koning Filips IV van Spanje, maar wegens de Franse bezetting nooit geïnstalleerd; werd bisschop van Antwerpen in 1652
- 1652-1659: Franciscus Johannes de Robles
- 1659-1664: sedisvacatie
- 1664-1671: Martinus Praets
- 1671-1676: Henricus van Halmale
- 1677-1678: Wilhelmus Herincx
- 1679-1689: Jacobus de Liere, benoemd door Lodewijk XIV, maar nooit officieel geïnstalleerd, wel a.i. in functie als vicaris-generaal
- 1689-1713: Martinus de Ratabon, werd bisschop van Viviers (Ardèche) in 1713
- 1713: Carolus Franciscus Guido de Laval-Montmorency, overlijdt enkele maanden na zijn aanstelling
- 1713-1716: Thomas Philippus de Alsatia et de Boussu, zijn benoeming wordt betwist (paus Clemens XI ↔ keizer Karel VI); wordt bisschop van Mechelen in 1716
- 1714-1718: Johannes Carolus de Cupere (Cuypers), benoeming zonder gevolg
- 1718-1732: Jan Baptist de Smet (Johannes Baptista de Smet), pas geïnstalleerd in 1721; werd bisschop van Gent in 1732
- 1732-1761: Wilhelmus Delvaux
- 1762-1784: Felix Josephus Hubertus de Wavrans
- 1784-1801: Carolus Alexander d'Arberg et Valangin

- 15 juli 1801 : opheffing van het bisdom Ieper

## Titulaire bisschoppen van Ieper
zie: Titulair bisdom Ieper